# آشتی (داغستان)
آشتی (به لاتین: Ashty) یک منطقهٔ مسکونی در روسیه است که در شهرستان داخادایفسکی واقع شده‌است.